# Basiani
Basiani (en georgiano: ბასიანი), también escrito Phasiane o Fasiane, fue una región histórica georgiana al suroeste del Cáucaso y al noreste de Anatolia.

## Origen
El nombre deriva de la antigua tribu cólquida de los fasianos. El nombre de esta tribu parece para haber sobrevivido en los topónimos regionales – Basiani en georgiano, Phasiane en griego, Basean en armenio y Pasin en turco.

## Historia
En los siglos VIII y VII a. C. la región fue parte de Urartu, luego incorporado en el reino de Armenia durante el siglo II a. C. En 384, fue una zona disputada entre los imperios romano y sasánida. En el siglo VII, la provincia fue conquistada por el califato árabe.
En siglo X Basiani fue tomado por el principado georgiano de Tao-Klarjeti durante sus luchas contra la ocupación árabe de Georgia. En el siglo X, las fronteras entre el Imperio bizantino y Tao-Klarjeti discurrían a lo largo del río Aras, con Basiani siendo considerada propiedad personal de la dinastía Bagrationi. En 1001, después de la muerte de David III Kuropalates, Tao y Basiani fueron heredados por el emperador bizantino Basilio II, que los incorporó al thema de Iberia con capital en Theodosiopolis y forzó a Bagrat III a reconocer la situación. El hijo de Bagrat, Jorge I, mantuvo su reclamación sobre las tierras de David. Cuando Basilio II se vio ocupado por sus campañas búlgaras, Jorge invadió Tao y Basiani en 1014, iniciando las guerras bizantino-georgianas. A pesar de los éxitos de Basilio II, muchos de los territorios ocupados por los bizantinos fueron conquistados por los turcos selyúcidas en 1070-1080 tras su victoria en la batalla de Manzikert para luego ser retomados por el rey georgiano David IV. En el siglo XIII, los georgianos derrotaron en la batalla de Basiani, al ejército del sultanato de Rum. La provincia fue desde entonces parte del reino de Georgia como ducado hasta 1545, cuándo Basiani fue finalmente conquistada por el Imperio otomano. En el siglo XVII, fue convertido en un sanjak del vilayato de Erzurum.